# ヒュー・ボウマン
ヒュー・ボウマン（James Hugh Bowman、1980年7月14日 - ）は、オーストラリアを拠点とする騎手。香港で騎乗する際の漢字表記では「布文」と表記される。

## 来歴

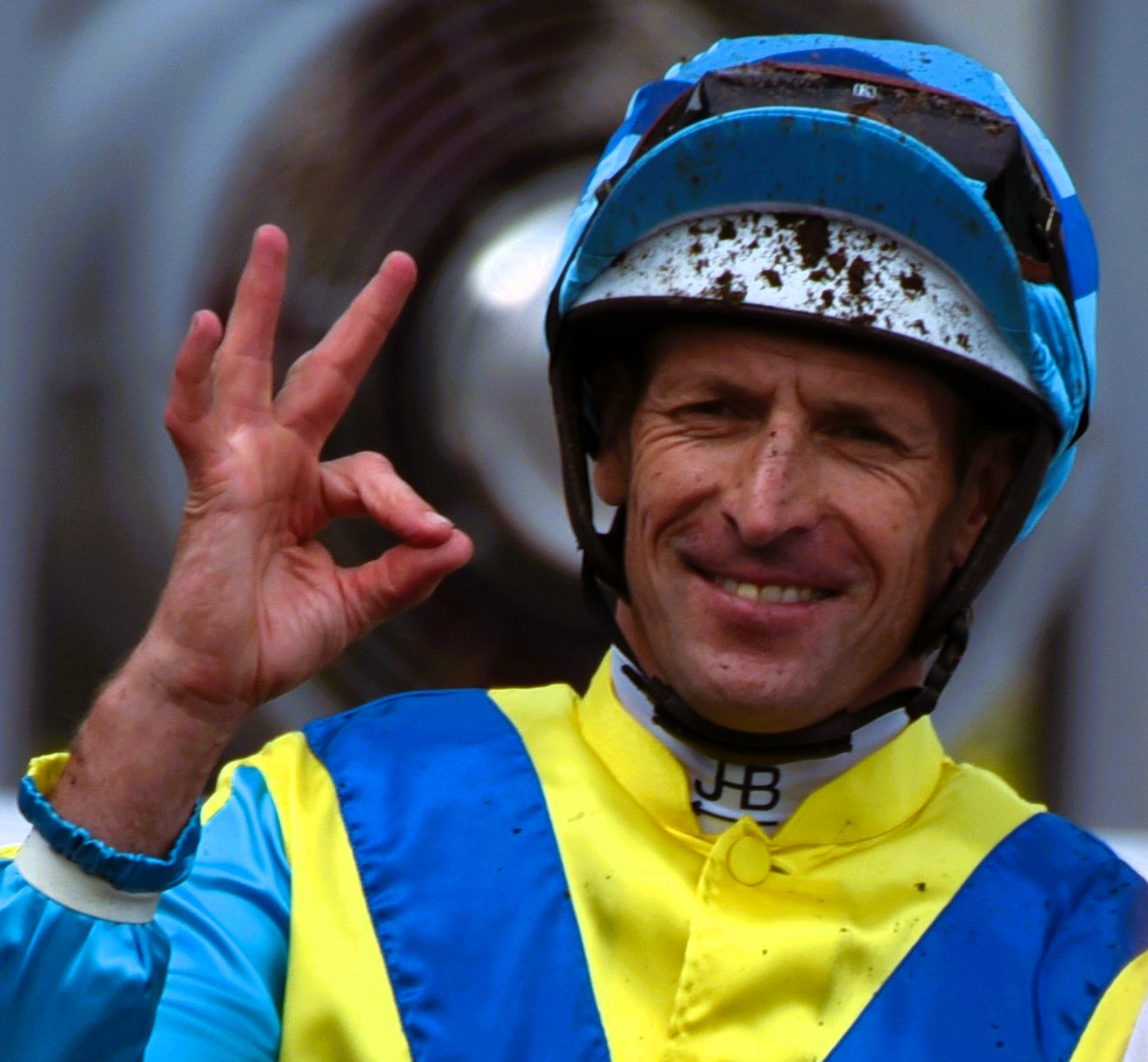
2023年7月1日、沙田競馬場

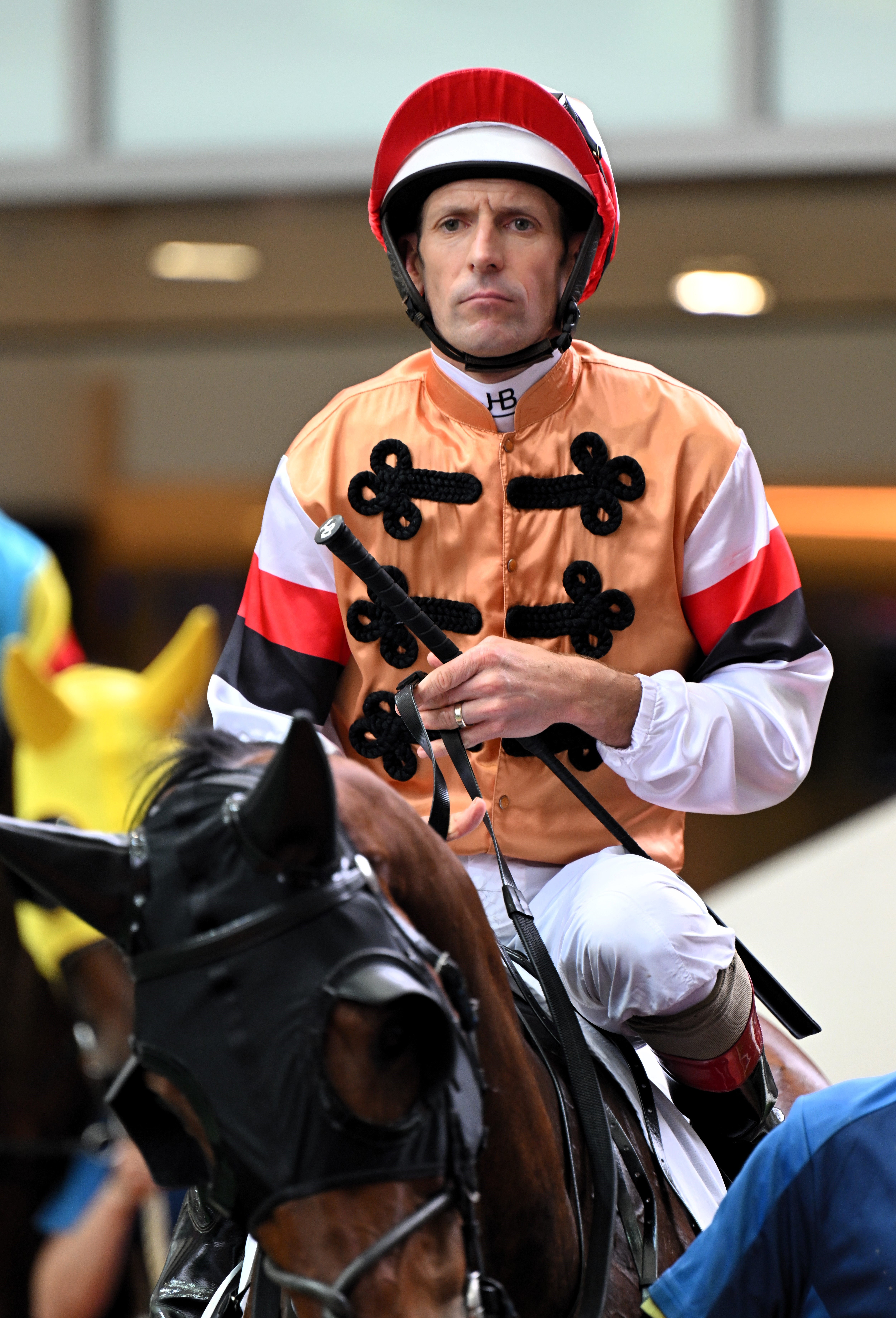
2024年4月28日、沙田競馬場

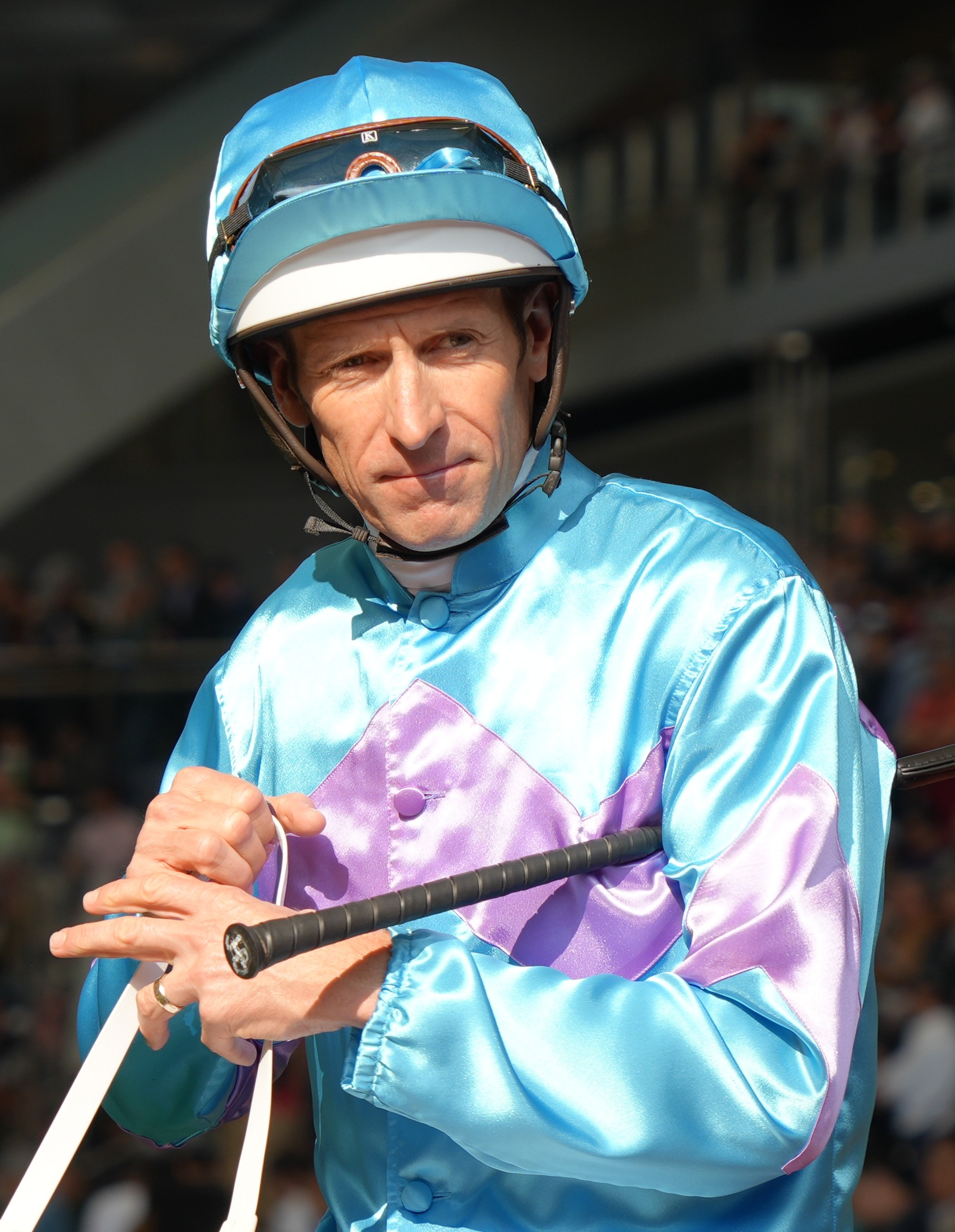
2025年3月23日、沙田競馬場

1997年、16歳で見習い騎手デビューし、1997年と1999年にはニューサウスウェールズ州の最優秀見習い騎手に選ばれ、2001年に正式に騎手免許を取得した。
2002年、コカインの陽性反応があり、長期間の騎乗停止となる。
2004年、ドゥームベンカップを勝ちG1初制覇。
2007年には、シャーガーカップに参戦して最多の得点を獲得。世界選抜の勝利に貢献した。
2008/09シーズンにニューサウスウェールズ州のリーディングを初獲得。その後2011/12シーズン、2014/15シーズン、2016/17シーズンと同州のリーディングを獲得している。
2015年には短期免許で日本初来日。初騎乗のアンドロメダステークスでトーセンレーヴを勝利に導き、日本初騎乗初勝利。
2016年は香港競馬にも参戦し、ワーザーとのコンビで香港ダービーやクイーンエリザベス2世カップを制した。
2017年は、オーストラリアではウィンクスとのコンビでG1を25勝、香港ではワーザーとのコンビで同2勝、また日本ではシュヴァルグランとのコンビでジャパンカップを制するなど世界をまたにして活躍し、ライアン・ムーアやランフランコ・デットーリを抑えワールドベストジョッキーとなった。
2018年の宝塚記念の際にはワーザーとコンビを組み参戦。人気薄ながらミッキーロケットの2着に入った。

## JRA・騎乗成績
|                     | 日付           | 競馬場・開催    | 競走名               | 馬名             | 頭数 | 人気 | 着順 |
| ------------------- | -------------- | --------------- | -------------------- | ---------------- | ---- | ---- | ---- |
| 初騎乗 初勝利       | 2015年11月21日 | 5回京都5日目11R | アンドロメダS        | トーセンレーヴ   | 11頭 | 4    | 1着  |
| 重賞初騎乗 GI初騎乗 | 2015年11月22日 | 5回京都5日目11R | マイルCS             | リアルインパクト | 18頭 | 17   | 8着  |
| 重賞初勝利          | 2015年12月27日 | 5回中山8日目9R  | ホープフルステークス | ハートレー       | 12頭 | 3    | 1着  |
| GI初勝利            | 2017年11月26日 | 5回東京8日目11R | ジャパンカップ       | シュヴァルグラン | 17頭 | 5    | 1着  |

## 主な勝ち鞍

### オーストラリア
- ドゥームベンカップ（2004年Defier）
- ジョージライダーステークス（2005年Court's In Session、2010年Danleigh、2016～18年Winx）
- ドゥームベン10000（2005年Red Oog）
- クイーンズランドオークス（2005年Vitesse Dane、2015年Winx）
- TJスミスステークス（2006年Red Oog）
- フライトステークス（2006年Cheeky Choice、2008年Samantha Miss、2011年Streama、2012年Norzita）
- ランヴェットステークス（2007年Desert War）
- ローズヒルギニー（2007年He's No Pie Eater、2014年Criterion）
- シャンペンステークス（2008年Samantha Miss）
- オールエイジドステークス（2008年Racing To Win）
- クラウンオークス（2008年Samantha Miss、2014年Set Square）
- オーストラリアンオークス（2009年Daffodil、2011年Streama、2016年Sofia Rosa、2017年Bonneval）
- スプリングチャンピオンステークス（2010年Erewhon）
- ヴィクトリアダービー（2010年Lion Tamer、2011年Sangster、2013年Polanski）
- カンタラステークス（2010年Wall Street、2016年Le Romain）
- チッピングノートンステークス（2011年Danleigh、2012年Shoot Out、2013年Shoot Out、2016～19年Winx）
- ジョージメインステークス（2012年Shoot Out、2016-19年Winx）
- ヴァイナリースタッドステークス（2013年Norzita、2014年Lucia Valentina）
- ザBMW（2013年Fiveandahalfstar、2016年Preferment、2017年Jameka）
- クイーンエリザベスステークス（2013年Reliable Man、2017～19年Winx）
- シドニーカップ（2013年Mourayan）
- メトロポリタンハンデキャップ（2013年Seville）
- オーストラリアンダービー（2014年Criterion）
- ゴールデンローズステークス（2014年Hallowed Crown）
- オーストラリア1000ギニー（2014年Amicus）
- スプリントクラシック（2014年Terravista）
- ランドウィックギニーズ（2015年Hallowed Crown）
- サイアーズプロデュースステークス（2015年Pride Of Dubai、2017年Invador）
- ウィリアムヒルクラシック（2015年Miracles Of Life）
- エプソムハンデキャップ（2015年Winx）
- ターンブルステークス（2015年Preferment、2017、18年Winx）
- コーフィールドギニー（2015年Press Statement）
- コックスプレート（2015〜2018年Winx）
- オーストラリアンカップ（2016年Preferment）
- ドンカスターハンデキャップ（2016年Winx）
- コーフィールドステークス（2016年Winx）
- クールモアスタッドステークス（2016年Flying Artie）
- キングスフォードスミスカップ（2017年Clearly Innocent）
- クイーンズランドダービー（2017年Ruthven）
- アンダーウッドステークス（2017年Bonneval）
- ウィンクスステークス（2018年Winx）
- ジ・オールスターマイル(2021年Mutagoo)

### 香港
- 香港ダービー（2016年Werther）
- クイーンエリザベス2世カップ（2016年Werther）
- 香港ゴールドカップ（2017年Werther）
- チェアマンズスプリントプライズ（2017年Lucky Bubbles、2024年Invincible Sage）
- 香港チャンピオンズ&チャターカップ（2017年Werther、2023年Russian Emperor）
- チャンピオンズマイル（2025年Red Lion）

### 日本
- ジャパンカップ（2017年シュヴァルグラン）

## エピソード
オーストラリアで数多くの大レースを制しているが、オーストラリアにおける最大のレースであるメルボルンカップは未だ未勝利。2018年にはマルメロで3着に入ったが、その際に多重違反を犯し35日間の騎乗停止を食らい、ジャパンカップで騎乗予定であったシュヴァルグランに騎乗することが出来なかった。